# Chysis aurea
Chysis aurea es una especie de orquídea con hábitos de epífita, originaria de Sudamérica.

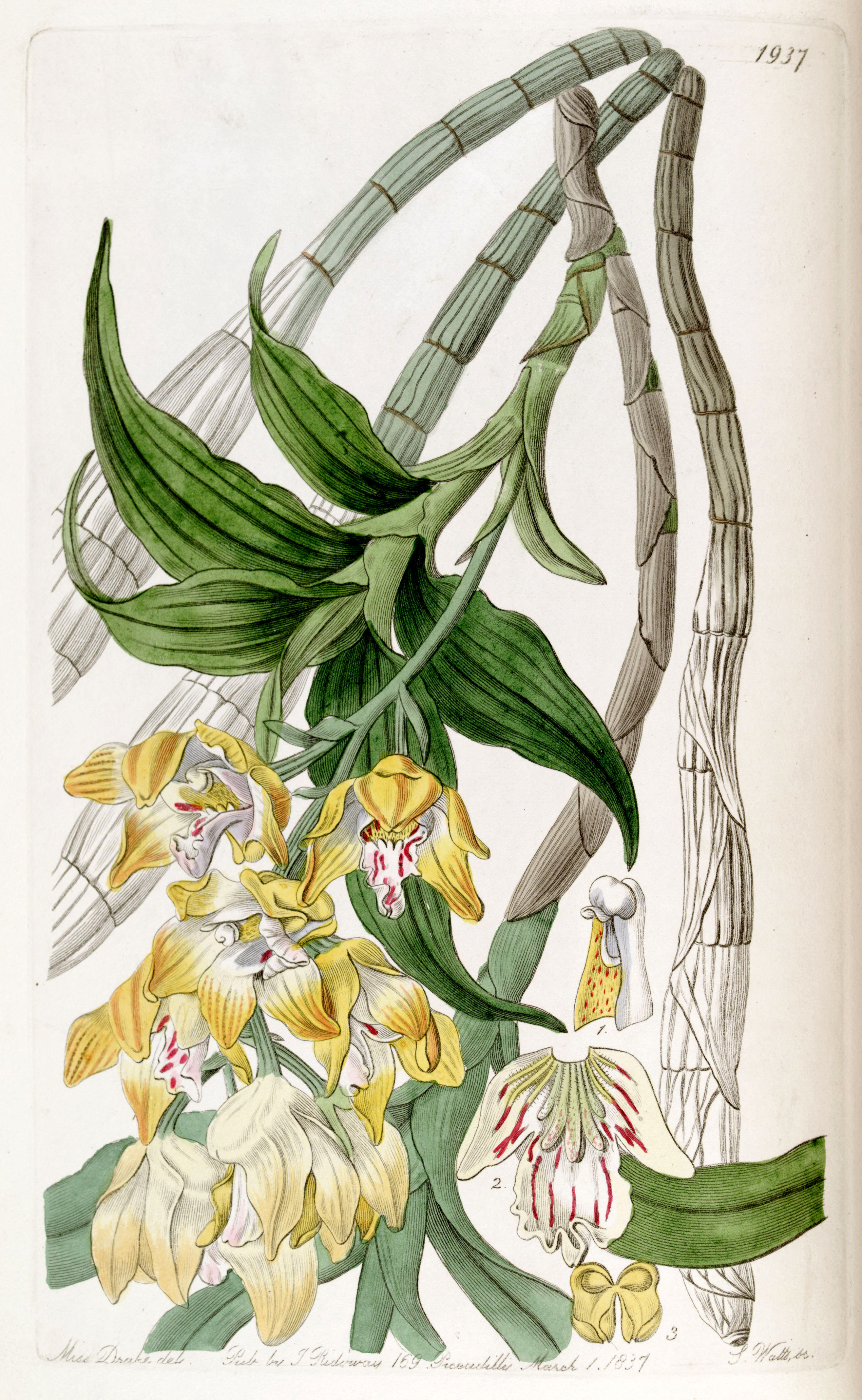
Ilustración

## Descripción
Es una orquídea de gran tamaño con hábitos de epifita y con alargados pseudobulbos comprimidos, fusiformes, con muchos nodos que llevan hojas dísticas, oblongo-lanceoladas, acuminadas, onduladas y membranosas. Florece en el verano con una inflorescencia pendular arqueada, robusta, de 30 cm de largo, racemosa con brácteas ovadas, acuminadas, cóncavas que llevan hasta 12 flores cerosas y de larga duración, flores fragantes y variables que surge basalmente de un nuevo crecimiento del pseudobulbo.

## Distribución y hábitat
Se encuentra en México, Guatemala, Honduras, Nicaragua, Costa Rica, Panamá, Colombia, Ecuador, Venezuela y Perú es una especie de gran tamaño, colgante, que se encuentra en la sombra densa en los bosques húmedos y matorrales de palma a 700-1700 metros de altitud.

## Taxonomía
Chysis aurea fue descrita por John Lindley   y publicado en Edwards's Botanical Register 23: t. 1937. 1837.
Etimología
Chysis: nombre genérico que procede del griego antiguo Chysis =  "fusión" en referencia a que las polinias a menudo tienden a estar fundidas.
aurea: epíteto latino que significa "dorada".
Sinonimia
- Chysis laevis Lindl. 1840;
- Chysis makoyi Heynh. 1846;
- Chysis nietana Gojon Sánchez 1930[3][6][7]